# Campionato europeo B di rugby a 13
Il Campionato europeo B di rugby a 13 è un torneo europeo di rugby a 13 organizzato dalla Rugby League European Federation nel 2006 con lo scopo di promuovere questo sport in Europa Centrale ed Orientale. 
Inizialmente denominato Central Europe Development Tri-Nations, dal 2007 e fino all'edizione 2012-13 era chiamato European Shield. Questa competizione rappresenta la seconda divisione della Coppa d'Europa di rugby a 13, con un sistema di promozione e retrocessione introdotto a partire dal 2020. Esiste anche una terza divisione costituita dal Campionato europeo C (in precedenza noto come European Bowl).

## Edizioni disputate

### 2006
Nell'edizione inaugurale, denominata in origine Central Europe Development Tri-Nations e tenutasi nel 2006, hanno partecipato le Nazionali di Austria, Germania ed Estonia. Il trofeo fu vinto dalla Germania.

#### Risultati
| Bad Reichenhall 25 giugno 2006 | Germania | 34 – 32 | Austria | Nonner Stadion (358 spett.) |

| Tallinn 22 luglio 2006 | Estonia | 24 – 38 | Germania | Viimsi Stadium (528 spett.) |

| Paternion 2 settembre 2006 | Austria | 56 – 32 | Estonia | Paternion Stadium (237 spett.) |

#### Classifica
| Squadra  | Giocate | Vinte | Pareggiate | Perse | Punteggio pro | Punteggio contro | Differenza punteggio | Punti |
| -------- | ------- | ----- | ---------- | ----- | ------------- | ---------------- | -------------------- | ----- |
| Germania | 2       | 2     | 0          | 0     | 72            | 56               | +16                  | 4     |
| Austria  | 2       | 1     | 0          | 1     | 88            | 66               | +22                  | 2     |
| Estonia  | 2       | 0     | 0          | 2     | 56            | 94               | −38                  | 0     |

### 2007
In questa edizione hanno preso parte la Germania, la Repubblica Ceca e la Serbia, quest'ultima vincitrice finale del torneo. Germania e Repubblica Ceca, avendo giocato solo poche partite prima dell'European Shield, erano partite svantaggiate rispetto alla Serbia, la quale aveva a disposizione giocatori impegnati nella Serbian League, il campionato serbo di rugby league.

#### Risultati
| Heidelberg 7 luglio 2007 | Germania | 6 – 38 | Serbia | (264 spett.) |

| Praga 4 agosto 2007 | Rep. Ceca | 22 – 44 | Germania | (200 spett.) |

| Belgrado 18 agosto 2007 | Serbia | 56 – 16 | Rep. Ceca | (650 spett.) |

#### Classifica
| Squadra   | Giocate | Vinte | Pareggiate | Perse | Punteggio pro | Punteggio contro | Differenza punteggio | Punti |
| --------- | ------- | ----- | ---------- | ----- | ------------- | ---------------- | -------------------- | ----- |
| Serbia    | 2       | 2     | 0          | 0     | 94            | 22               | +72                  | 4     |
| Germania  | 2       | 1     | 0          | 1     | 52            | 60               | −8                   | 2     |
| Rep. Ceca | 2       | 0     | 0          | 2     | 38            | 100              | −62                  | 0     |

### 2008
All'inizio del 2008 fu annunciato che l'Italia avrebbe sostituito la Serbia nell'European Shield. La Nazionale serba, infatti, fu promossa ad un livello superiore con Russia e Libano, dopo aver vinto con facilità l'edizione precedente e mostrato buoni risultati negli incontri di qualificazione alla Coppa del Mondo. L'Italia, vincitrice dell'edizione 2008 dell'European Shield, è una delle nuove nazioni europee ad aver adottato il rugby league; l'unico torneo nazionale è rappresentato dall'Italian League, organizzato dalla Federazione Italiana Rugby League.

#### Risultati
| Padova 13 giugno 2008 | Italia | 58 – 26 referto | Germania | Stadio Plebiscito (- spett.) |

| Praga 12 luglio 2008 | Rep. Ceca | 18 – 38 | Italia | (- spett.) |

| Karlsruhe 2 settembre 2008 | Germania | 62 – 20 referto | Rep. Ceca | (- spett.) |

#### Classifica
| Squadra   | Giocate | Vinte | Pareggiate | Perse | Punteggio pro | Punteggio contro | Differenza punteggio | Punti |
| --------- | ------- | ----- | ---------- | ----- | ------------- | ---------------- | -------------------- | ----- |
| Italia    | 2       | 2     | 0          | 0     | 96            | 44               | +52                  | 4     |
| Germania  | 2       | 1     | 0          | 1     | 88            | 78               | +20                  | 2     |
| Rep. Ceca | 2       | 0     | 0          | 2     | 38            | 100              | -62                  | 0     |

### 2009
L'edizione del 2009 ha visto gli stessi partecipanti del 2008. L'Italia è stata la prima squadra a vincere per due volte consecutive il trofeo.

#### Risultati
| Olomouc 4 luglio 2009 | Rep. Ceca | 30 – 4 referto | Germania | (- spett.) |

| Jesolo 11 luglio 2009 | Italia | 38 – 8 referto | Rep. Ceca | (- spett.) |

| Hürth 18 luglio 2009 | Germania | 30 – 42 referto | Italia | (- spett.) |

#### Classifica
| Squadra   | Giocate | Vinte | Pareggiate | Perse | Punteggio pro | Punteggio contro | Differenza punteggio | Punti |
| --------- | ------- | ----- | ---------- | ----- | ------------- | ---------------- | -------------------- | ----- |
| Italia    | 2       | 2     | 0          | 0     | 80            | 38               | 42                   | 4     |
| Rep. Ceca | 2       | 1     | 0          | 1     | 38            | 42               | -4                   | 2     |
| Germania  | 2       | 0     | 0          | 2     | 34            | 72               | -38                  | 0     |

### 2010
Nel 2010 il formato della competizione ha previsto sei squadre divise in due differenti gruppi da tre, un "gruppo orientale" e un "gruppo occidentale". Il gruppo orientale è stato vinto dalla Russia, mentre nel gruppo occidentale si è affermata la Serbia.

#### Gruppo orientale

##### Risultati
| Vereja 27 giugno 2010 | Russia | 62 – 14 | Ucraina | (- spett.) |

| Upesciems 31 luglio 2010 | Lettonia | 4 – 54 | Russia | (- spett.) |

| Kiev 18 settembre 2010 | Ucraina | 112 – 0 | Lettonia | (- spett.) |

##### Classifica
| Squadra  | Giocate | Vinte | Pareggiate | Perse | Punteggio pro | Punteggio contro | Differenza punteggio | Punti |
| -------- | ------- | ----- | ---------- | ----- | ------------- | ---------------- | -------------------- | ----- |
| Russia   | 2       | 2     | 0          | 0     | 106           | 18               | 88                   | 4     |
| Ucraina  | 2       | 1     | 0          | 1     | 126           | 52               | 74                   | 2     |
| Lettonia | 2       | 0     | 0          | 2     | 4             | 166              | -162                 | 0     |

#### Gruppo occidentale

##### Risultati
| Praga 26 giugno 2010 | Rep. Ceca | 4 – 56 | Serbia | (100 spett.) |

| Belgrado 3 luglio 2010 | Serbia | 40 – 14 | Germania | (300 spett.) |

| Hochspeyer 17 luglio 2010 | Germania | 96 – 0 | Rep. Ceca | (- spett.) |

##### Classifica
| Squadra   | Giocate | Vinte | Pareggiate | Perse | Punteggio pro | Punteggio contro | Differenza punteggio | Punti |
| --------- | ------- | ----- | ---------- | ----- | ------------- | ---------------- | -------------------- | ----- |
| Serbia    | 2       | 2     | 0          | 0     | 96            | 18               | 78                   | 4     |
| Germania  | 2       | 1     | 0          | 1     | 110           | 40               | 70                   | 2     |
| Rep. Ceca | 2       | 0     | 0          | 2     | 4             | 152              | -148                 | 0     |

### 2011
Nel 2011 la competizione è tornata al formato del girone unico di tre squadre, con la maggior parte delle precedenti partecipanti impegnate nelle qualificazioni per la Coppa del Mondo 2013. Il torneo ha visto la partecipazione di due nuove squadre, Malta e Norvegia.

#### Risultati
| Oslo 9 luglio 2011 | Norvegia | 32 – 28 | Germania | Bislett Stadion (- spett.) |

| Hochspeyer 23 luglio 2011 | Germania | 36 – 12 | Malta | (- spett.) |

| Pembroke 2 settembre 2011 | Malta | 64 – 24 | Norvegia | (- spett.) |

#### Classifica
| Squadra  | Giocate | Vinte | Pareggiate | Perse | Punteggio pro | Punteggio contro | Differenza punteggio | Punti |
| -------- | ------- | ----- | ---------- | ----- | ------------- | ---------------- | -------------------- | ----- |
| Germania | 2       | 1     | 0          | 1     | 64            | 44               | 20                   | 2     |
| Malta    | 2       | 1     | 0          | 1     | 76            | 60               | 16                   | 2     |
| Norvegia | 2       | 1     | 0          | 1     | 56            | 92               | -36                  | 2     |

### 2012/13
In questa nuova edizione Russia e Serbia (nel 2010 vincitori rispettivamente del gruppo orientale e di quello occidentale), Germania (campione uscente) e Italia (qualificata alla Coppa del Mondo 2013) si sono affrontate reciprocamente in gare di andata e ritorno.

#### Risultati
| Heidelberg 12 maggio 2012 | Germania | 25 – 24 referto | Serbia | (- spett.) |

| Heidelberg 19 maggio 2012 | Germania | 26 – 32 referto | Russia | (- spett.) |

| Belgrado 9 giugno 2012 | Serbia | 24 – 18 referto | Italia | (600 spett.) |

| Piacenza 7 luglio 2012 | Italia | 72 – 10 referto | Germania | Stadio Beltrametti (- spett.) |

| Naro-Fominsk 8 agosto 2012 | Russia | 32 – 18 referto | Italia | (- spett.) |

| Naro-Fominsk 22 settembre 2012 | Russia | 21 – 20 referto | Serbia | (- spett.) |

| Belgrado 18 maggio 2013 | Serbia | 46 – 10 referto | Germania | (- spett.) |

| Belgrado 25 maggio 2013 | Serbia | 10 – 24 referto | Russia | (- spett.) |

| Este 29 giugno 2013 | Italia | 38 – 18 referto | Russia | Stadio Augusteo |

| Karlsruhe 27 luglio 2013 | Germania | 30 – 66 referto | Italia | (- spett.) |

| Naro-Fominsk 10 agosto 2013 | Russia | 30 – 0 referto | Germania | (- spett.) |

| Este 14 settembre 2013 | Italia | 32 – 20 referto | Serbia | Stadio Augusteo |

#### Classifica
| Squadra  | Giocate | Vinte | Pareggiate | Perse | Punteggio pro | Punteggio contro | Differenza punteggio | Punti |
| -------- | ------- | ----- | ---------- | ----- | ------------- | ---------------- | -------------------- | ----- |
| Russia   | 6       | 5     | 0          | 1     | 157           | 112              | 45                   | 10    |
| Italia   | 6       | 4     | 0          | 2     | 244           | 134              | 110                  | 8     |
| Serbia   | 6       | 2     | 0          | 4     | 144           | 130              | 14                   | 4     |
| Germania | 6       | 1     | 0          | 5     | 101           | 270              | -169                 | 2     |

### 2014/15
L'ottava edizione dell'European Shield ha visto l'Ucraina rimpiazzare la Germania, unendosi a Russia, Serbia e Italia. Il torneo è servito anche per determinare tre squadre (le prime tre classificate) che prenderanno parte alla fase finale di qualificazione per le nazionali europee alla Coppa del Mondo 2017.

#### Risultati

##### 1ª giornata
| Niš 17 maggio 2014 | Serbia | 40 – 14 referto | Ucraina | Zeleznicar Stadium (- spett.) |

| Vereja 24 maggio 2014 | Russia | 24 – 18 referto | Ucraina | Vereya Stadium (- spett.) |

##### 2ª giornata
| Naro-Fominsk 21 giugno 2014 | Russia | 20 – 6 referto | Serbia | Nara Stadium (- spett.) |

| Gemona del Friuli 5 luglio 2014 | Italia | 54 – 12 referto | Ucraina | Stadio comunale (- spett.) |

##### 3ª giornata
| Gemona del Friuli 26 luglio 2014 | Italia | 22 – 18 referto | Russia | Stadio comunale (- spett.) |

| Belgrado 10 settembre 2014 | Serbia | 45 – 6 referto | Italia | Makiš Stadium (- spett.) |

##### 4ª giornata
| Belgrado 16 maggio 2015 | Serbia | 20 – 15 referto | Russia | Makiš Stadium (- spett.) |

| Gemona del Friuli 20 giugno 2015 | Italia | 14 – 21 referto | Serbia | Stadio comunale (- spett.) |

##### 5ª giornata
| Belgrado 4 luglio 2015 | Ucraina | 20 – 34 referto | Russia | Makiš Stadium (- spett.) |

| Irpin' 18 luglio 2015 | Ucraina | 12 – 40 referto | Italia | Università nazionale dell'Ucraina (- spett.) |

##### 6ª giornata
| Mosca 12 settembre 2015 | Russia | 26 – 6 referto | Italia | Fily Stadium (- spett.) |

| Čop 12 settembre 2015 | Ucraina | 4 – 64 referto | Serbia | FC Locomotive Stadium (- spett.) |

#### Classifica
| Squadra | Giocate | Vinte | Pareggiate | Perse | Punteggio pro | Punteggio contro | Differenza punteggio | Punti |
| ------- | ------- | ----- | ---------- | ----- | ------------- | ---------------- | -------------------- | ----- |
| Serbia  | 6       | 5     | 0          | 1     | 196           | 73               | 123                  | 10    |
| Russia  | 6       | 4     | 0          | 2     | 137           | 31               | 106                  | 8     |
| Italia  | 6       | 3     | 0          | 3     | 142           | 54               | 88                   | 6     |
| Ucraina | 6       | 0     | 0          | 6     | 80            | 256              | -176                 | 0     |

### 2018
Questa edizione, disputata nell'ottobre 2018, è servita come seconda fase di qualificazione alla Coppa del Mondo 2021 per il continente europeo. Le prime due classificate, su un totale di tre squadre partecipanti, hanno guadagnato l'accesso ai play off europei. La Russia, vincitrice del torneo per la terza volta, ha ceduto il suo posto alla Serbia.

#### Risultati
| Valencia 6 ottobre 2018 | Spagna | 32 – 24 referto | Russia | Poliesportiu Quatre Carreres (- spett.) |

| Mosca 13 ottobre 2018 | Russia | 36 – 18 referto | Serbia | Fili Stadium (300 spett.) |

| Belgrado 20 ottobre 2018 | Serbia | 24 – 20 referto | Spagna | Makiš Stadium (150 spett.) |

#### Classifica
| Squadra | Giocate | Vinte | Pareggiate | Perse | Punteggio pro | Punteggio contro | Differenza punteggio | Punti |
| ------- | ------- | ----- | ---------- | ----- | ------------- | ---------------- | -------------------- | ----- |
| Russia  | 2       | 1     | 0          | 1     | 60            | 50               | 10                   | 2     |
| Spagna  | 2       | 1     | 0          | 1     | 52            | 48               | 4                    | 2     |
| Serbia  | 2       | 1     | 0          | 1     | 42            | 56               | -14                  | 2     |